# Pęd zarodnionośny

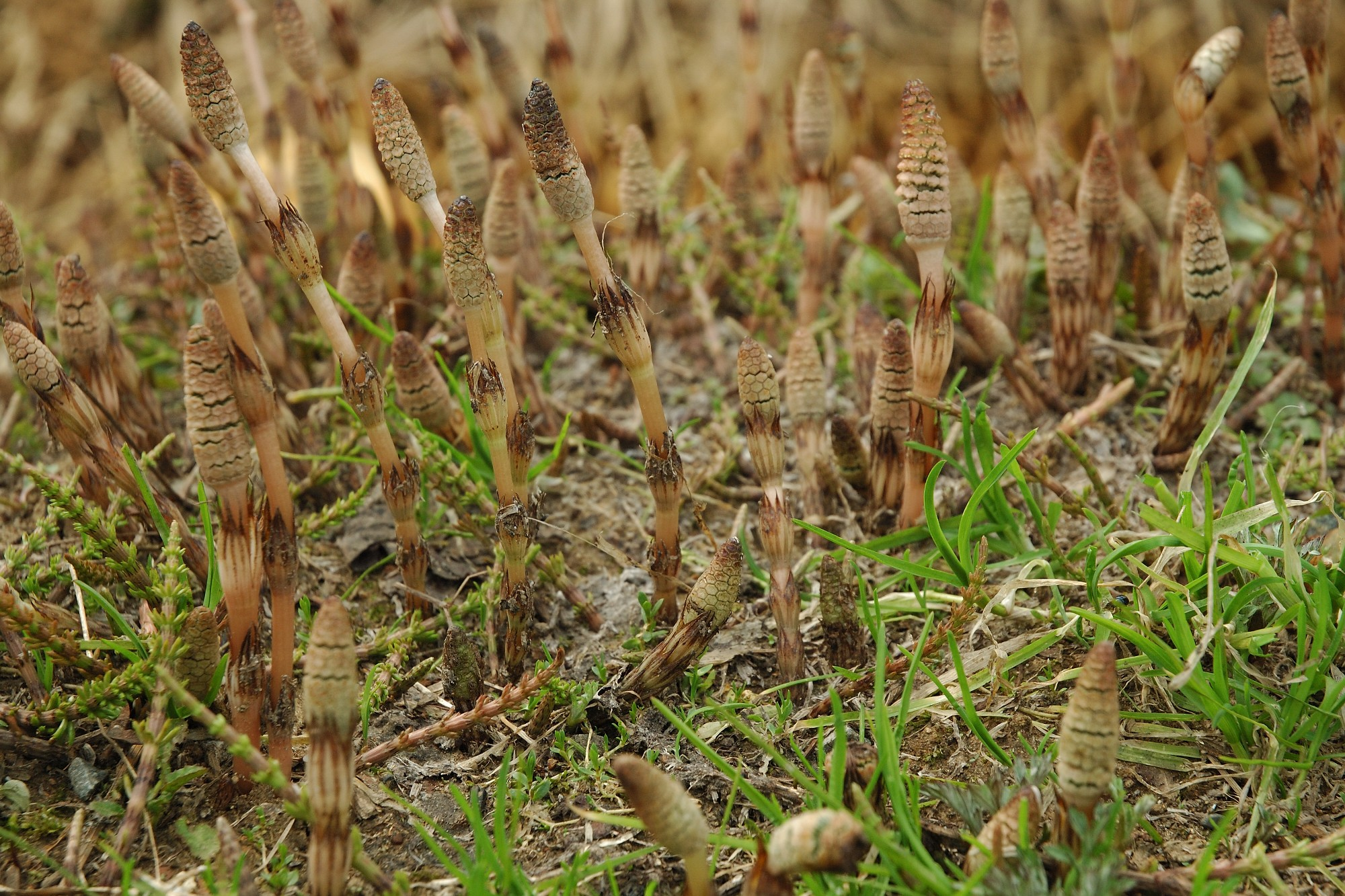
Pędy zarodnionośne skrzypów wczesną wiosną

Pęd zarodnionośny – występujący u skrzypów pęd, na którym występują kłosy zarodnionośne wytwarzające zarodniki. U skrzypów na ogół jest on niezielony i nierozgałęziony, w naszej strefie klimatycznej wytwarzany jest wczesną wiosną. Ponieważ nie przeprowadza fotosyntezy, składniki niezbędne do wzrostu czerpie z podziemnych kłączy i znajdujących się na nich bulwek pędowych. Ma zabarwienie brunatne, ponieważ jego łodyga nie zawiera chlorofilu. Pęd ten zakończony jest kłosem zarodnionośnym – sporofilostanem  zbudowanym z tarczowatych listków. Na każdym z tych listków występuje do 20 zarodni wytwarzających liczne zarodniki. Po wyprodukowaniu zarodników kłos zarodnionośny u niektórych gatunków (np. skrzypu polnego) obumiera, u innych (np. skrzypu leśnego rośnie nadal, jako pęd płonny).